# Religião na Albânia

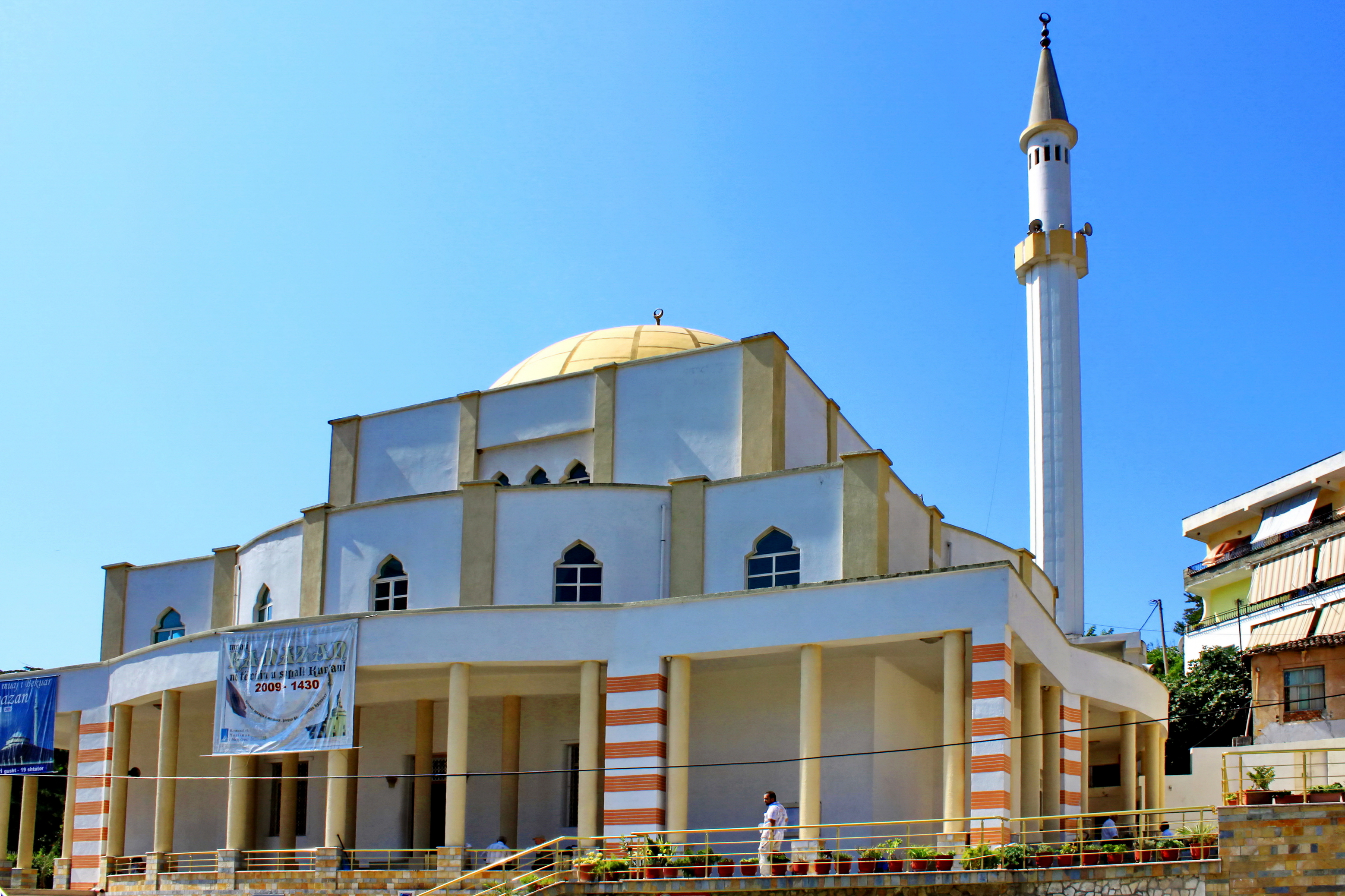
Mesquita em Durrës

A Albânia é um país laico segundo sua constituição, mas o islamismo e o cristianismo são as religiões mais praticadas.

## Estatísticas
| Albanian census 2011 | Albanian census 2011 | Albanian census 2011 | Albanian census 2011 | Albanian census 2011 |
| -------------------- | -------------------- | -------------------- | -------------------- | -------------------- |
|                      |                      |                      |                      |                      |
| Islamismo            | Islamismo            |                      | 56,70%               | 56,70%               |
| Catolicismo          | Catolicismo          |                      | 10,03%               | 10,03%               |
| Ortodoxos            | Ortodoxos            |                      | 6,75%                | 6,75%                |
| Bektashis            | Bektashis            |                      | 2,09%                | 2,09%                |
| Outros Cristãos      | Outros Cristãos      |                      | 0,14%                | 0,14%                |
| Outras religiões     | Outras religiões     |                      | 5,49%                | 5,49%                |
| Não declararam       | Não declararam       |                      | 13,79%               | 13,79%               |
| Sem religião         | Sem religião         |                      | 2,5%                 | 2,5%                 |

O World Christian Database coloca os percentuais de 38,8% de muçulmanos(30% sunitas e 8,8% bektashis), 36,5% de cristãos (22% albaneses ortodoxos e 13,5% católicos romanos ), 5,3% agnósticos, ateus 0,7% e 0,2% Bahá'ís.
Estas são apenas as estatísticas oficiais de 1935, desde então muita coisa mudou. Bashkim Zeneli, ex-embaixador da Albânia na Grécia, disse que cerca de 900 mil albaneses emigraram para a Grécia em 20 anos, e cerca de 200 mil deles retornaram para a Albânia. A partir disso, em torno de 240 mil são considerados muçulmanos pela herança, e cerca de 85 mil voltaram para a Albânia. Embora eles vivam atualmente na Albânia, muitos deles continuam a ser ortodoxos.
Os muçulmanos são encontrados em todo o país, enquanto os seguidores ortodoxos estão concentradas no sul e católicos, no norte. No entanto, essa divisão não é rigorosa, particularmente em muitos centros urbanos, que têm populações mistas. Os membros da minoria grega, concentrados no sul, pertencem quase que exclusivamente à Igreja Ortodoxa. Além dos quatro grupos religiosos tradicionais, há um número considerável de seguidores de denominações protestantes, bahá'ís , das Testemunhas de Jeová , da Igreja de Jesus Cristo dos Santos dos Últimos Dias (Mórmons), e outros grupos religiosos.
O Comitê Estadual de Cultos relatou um total de 245 grupos religiosos, organizações e fundações, além das quatro religiões tradicionais. Esse número inclui 34 diferentes organizações islâmicas e 189 organizações protestantes.
De acordo com as pesquisas Gallup 2007-2008, 63% dos albaneses afirmam que a religião não desempenha um papel importante em suas vidas.